# Chiến tranh Nga – Thổ Nhĩ Kỳ (1768–1774)

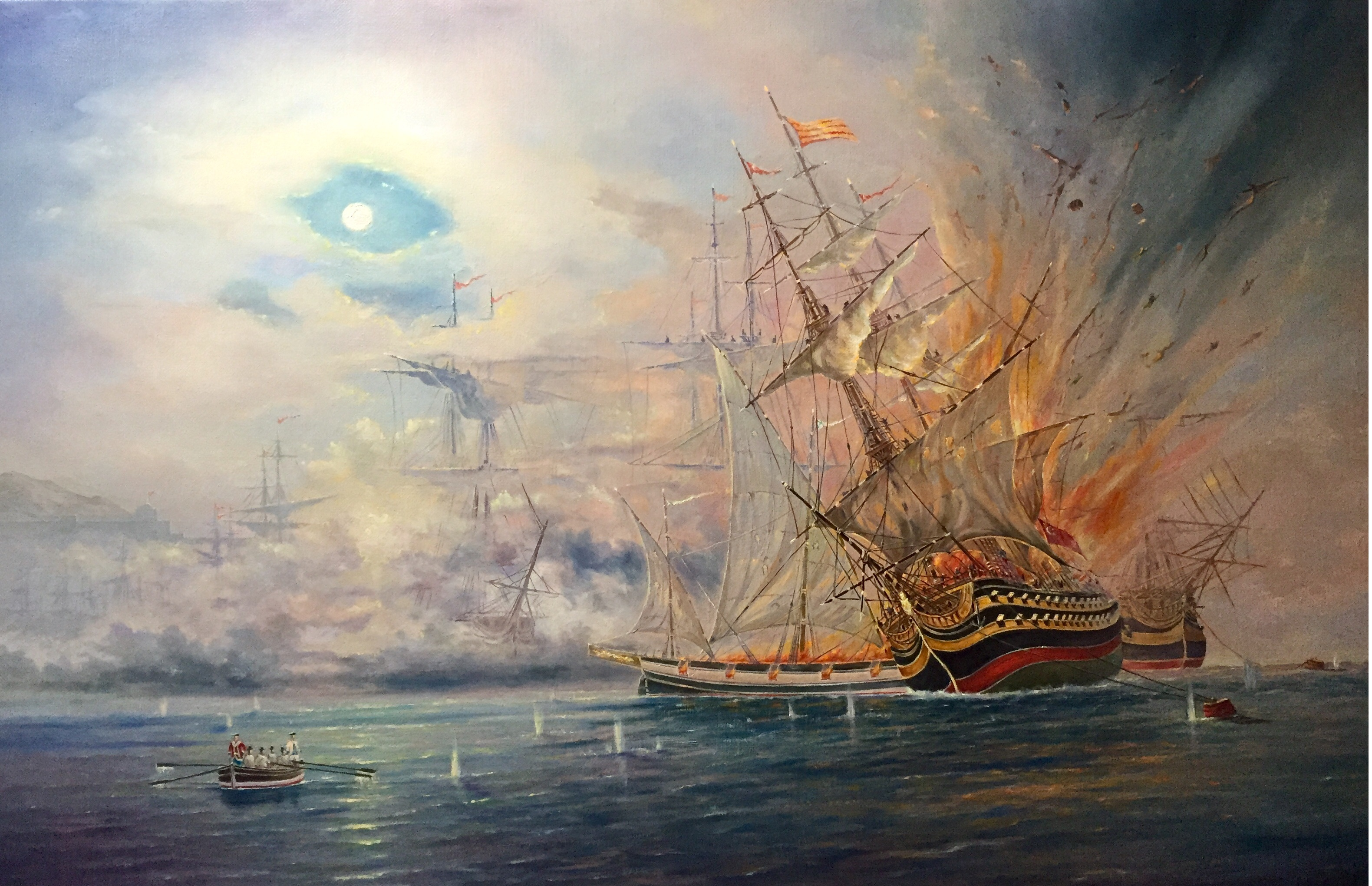
Trận chiến Chesme năm 1770 Vladimir Kosov 100x140 dầu trên vải 2019

Chiến tranh Nga-Thổ Nhĩ Kỳ (1768–1774) là một trong những cuộc chiến tranh giữa đế quốc Nga và đế quốc Ottoman vào thế kỷ 18. Nước Nga thắng trận và xâm lược miền Nam Ukraina, miền Bắc Kavkaz, buộc Hãn quốc Krym phải thần phục.

## Bối cảnh lịch sử
Cuộc chiến tranh này xảy ra sau một loạt căng thẳng về vấn đề kế thừa Vương quốc Ba Lan. Tầng lớp quý tộc Ba Lan đã xung đột với vua Stanislaus Augustus Poniatowski, người tình cũ của Nữ hoàng Nga thời bấy giờ là Ekaterina II Đại đế (được mệnh danh là "Semiramis của phương Bắc"). Vị vua này là kẻ không có năng lực, ông phải dựa dẫm và sự trợ giúp về quân sự của chính phủ Nga hoàng.
Một chi đội Cossack trong Quân đội Nga hoàng đã tiến vào thị trấn Balta thuộc Đế quốc Ottoman, trong khi truy kích lực lượng Liên mang Bar của nhân dân Ba Lan. Triều đình Ottoman tố cáo chi đội này đã tàn sát thần dân Thổ tại thị trấn Balta, tuy nhiên, lời buộc tội ấy bị chính phủ Nga hoàng phủ nhận

## Chiến tranh bùng nổ
Sau vụ xô xát tại biên giới Balta, Sultan Mustafa III tuyên chiến với nước Nga vào ngày 25 tháng 9 năm 1768. Nước Thổ thành lập liên minh với lực lượng khởi nghĩa "Liên minh Bar" của người Ba Lan. Trong khi đó, Vương quốc Anh đứng về phía Nga, họ gửi cố vấn đến giúp Hải quân Đế quốc Nga.
Tướng Aleksandr Vasilyevich Suvorov đã xua quân dập tắt phong trào khởi nghĩa Ba Lan. Sau đó, ông được chuyển đến chiến trường Thổ Nhĩ Kỳ. Tại đây, trong các năm 1773 - 1774, ông đánh tan nát quân Thổ trong nhiều trận chiến lớn nhỏ, tiếp nối chiến thắng vang dội của Nguyên soái - Bá tước Pyotr Aleksandrovich Rumyantsev trong những trận chiến tại Larga và Kagul.
Nhưng Hải quân Baltic trên Địa Trung Hải của người Nga, dưới sự chỉ huy của Aleksey Grigoryevich Orlov, còn giành những chiến thắng ngoạn mục hơn. Vào năm 1770, nhân dân Hy Lạp phất cờ khởi nghĩa chống triều đình Ottoman, Hải quân Nga cùng quân Cách mạng Hy Lạp tiêu diệt hoàn toàn Hải quân Thổ Nhĩ Kỳ trong trận chiến Chesma. Song, Quân đội Ottoman đã đàn áp được cuộc khởi nghĩa Hy Lạp. (Xem thêm: Chiến tranh giành độc lập Hy Lạp)
Mặc dù đại thắng trên biển, Quân đội Nga không thể chiếm được kinh đô Constantinopolis. Quân đội Thổ đã tăng cường phòng thủ trên vùng biển Dardanelles và Bosphorus, với sự trợ giúp của cố vấn quân sự người Pháp là François Baron de Tott.

## Lập lại hoà bình
Vào ngày 21 tháng 7 năm 1774, Đế quốc Ottoman ký kết Hiệp ước Kuçuk Kainarji với Đế quốc Nga. Theo Hiệp ước này, Hãn quốc Krym chính thức giành độc lập, nhưng trên thực tế là nước chư hầu của Nga hoàng. Nước Nga nhận lấy chiến phí bao gồm 4.5 triệu rúp, cùng với hai cảng chủ chốt giúp họ mở rộng tầm nhìn ra Hắc Hải.